# Cançado Trindade
Antônio Augusto Cançado Trindade (Belo Horizonte, 17 de setembro de 1947 – Brasília, 29 de maio de 2022) foi um jurista, professor e magistrado brasileiro. Foi juiz da Corte Interamericana de Direitos Humanos e do Tribunal Internacional de Justiça. 
Lecionou no Instituto Rio Branco e na Universidade de Brasília, da qual recebeu o título de professor emérito.
Conhecido principalmente por seu trabalho acadêmico voltado ao direito internacional, destacou-se também na área dos direitos humanos.

## Carreira
Cançado Trindade formou-se em direito pela Universidade Federal de Minas Gerais em 1969. Tornou-se mestre e doutor em Direito Internacional pela Universidade de Cambridge em 1973 e 1978, respectivamente.
Foi professor titular de direito internacional público da Universidade de Brasília entre 1978 e 2009 e recebeu o título de professor emérito da universidade em 2010. Lecionou também no Instituto Rio Branco de 1979 a 2009.
Foi consultor jurídico do Ministério das Relações Exteriores de 1985 a 1990.
Foi juiz da Corte Interamericana de Direitos Humanos, entre 1994 e 2008, ocupando o cargo de presidente da Corte entre 1999 e 2004.
Em 2003, a Universidade Central do Chile concedeu o grau de Doutor Honoris Causa pela sua excelência profissional e acadêmica. Em 2011, recebeu o título de honorary fellow da Universidade de Cambridge.
Em 2008, aos 61 anos, foi eleito juiz da Corte Internacional de Justiça, com o voto de 163 dos 192 estados membros da Assembléia Geral da ONU, tomando posse no ano seguinte. No Conselho de Segurança, Trindade alcançou o apoio de 14 dos 15 membros. Somente os Estados Unidos, que apoiavam outro candidato, se abstiveram. Foi a maior votação já recebida por um magistrado para integrar a corte. Em 9 de novembro de 2017, foi reeleito membro da corte, sendo o primeiro brasileiro a conseguir a reeleição para o cargo.
Em 2014, foi reconhecido como patrono do Tribunal Internacional Estudantil (TRI-e), que simula uma Corte Internacional visando à resolução de questões de extrema controvérsia no seio do Direito Internacional, sendo composto por alunos da Escola Superior Dom Helder Câmara e alunos do Ensino Médio das escolas da região metropolitana de Belo Horizonte, em Minas Gerais. Também foi presidente de honra do Instituto Brasileiro de Direitos Humanos.